# BS 1363

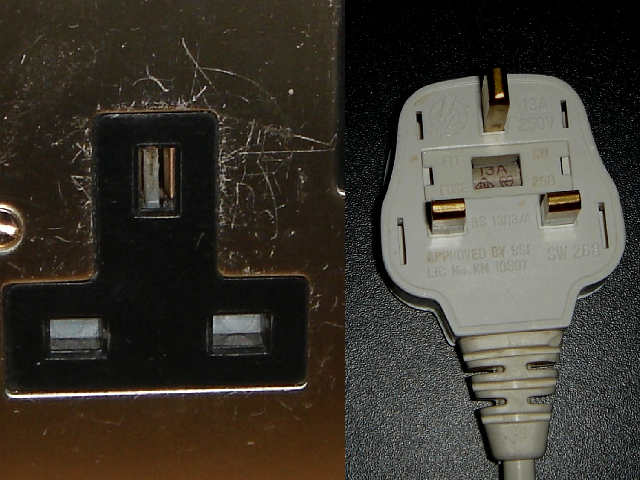
BS 1363插座的相線和中線位置必須附有遮擋板，以防止用戶因誤碰而觸電。當較長的接地線插入時，就會使遮擋板打開。

13A三腳插頭內部結構：
(1) 電線夾
(2) 中線
(3) 接地線
(4) 相線
(5) BS1362保險絲

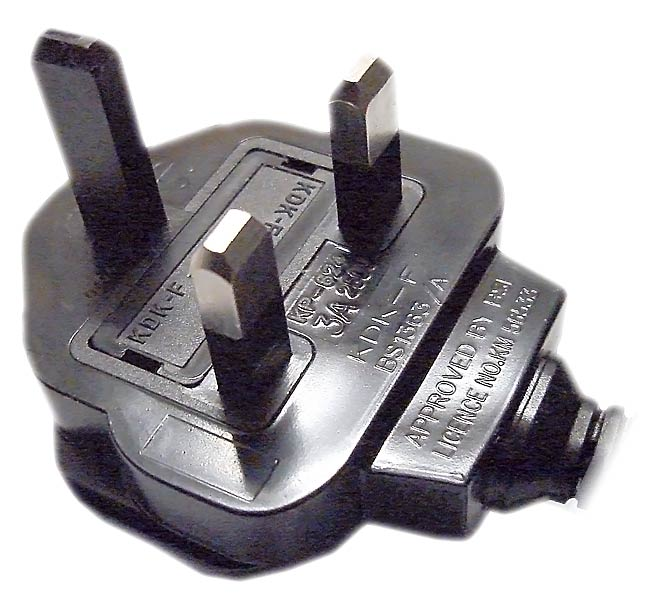
沒有接地的BS 1363插头

BS 1363 是一种英国标准，它指定了在英国最常用的单相家用交流電源插頭與插座。明确的标准规范包括线路上的挡板，中性材料的插孔和插头中的保险丝。它被很多前英国海外属地采用；直布羅陀、爱尔兰、香港、澳門、马来西亚和新加坡使用相同的标准。BS 1363 在1947年首次提出，作为英国用电接线的新标准之一用于战后的重建工作。这种插头和插座取代了BS 546插座和插头，而后者仍在旧设施和特殊的应用中使用。

## 保險絲

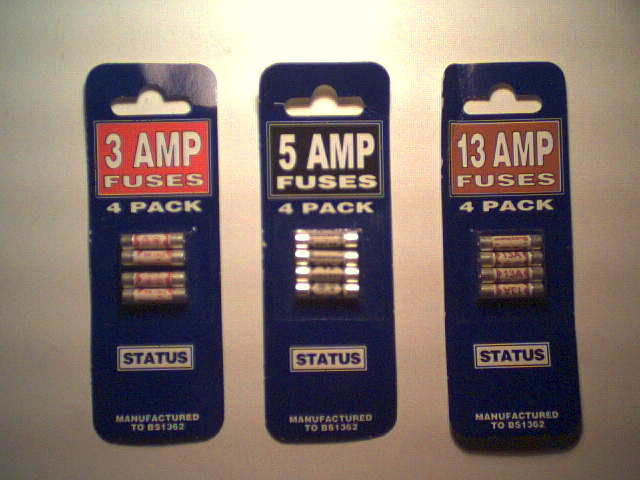
BS 1362 保險絲：3A是紅色，13A是棕色，其他額定值是黑色

BS 1363 插座使用 BS 1362 保險絲，額定電流最高13A。舊 BS 1363:1947 指定的額定值為3A、7A和13A。
BS 1362:1973 規定可使用任何不大於13A的保險絲。此外規定3A保險絲為紅色，13A保險絲為棕色，其他額定值為黑色。
現時市面上出售的 BS 1362 保險絲主要有：1A、2A、3A、5A、7A、10A及13A。但有部分廠家會生產不符合標準的15A及20A保險絲，使用這些保險絲並沒有任何保護作用，因為1.5mm2電纜只能承受大約16A電流。
與其他國家不同，英國標準允許以環形電路（ring circuit）連接多個插座，並以32A微型斷路器（MCB）作保護裝置，因此上游MCB不能起保護作用， 使得每一個插頭都需要有獨立的過載保護。
若保險絲熔斷，用家應該購買和更換同一額定值的保險絲。因為低功率裝置會使用較小的電纜，如0.5和0.75mm2，改用較大的保險絲會失去保護作用。